# ZIS-150
 (juin 2021).
Si vous disposez d'ouvrages ou d'articles de référence ou si vous connaissez des sites web de qualité traitant du thème abordé ici, merci de compléter l'article en donnant les références utiles à sa vérifiabilité et en les liant à la section « Notes et références ».
Le camion ZIS-150 (russe : ЗИС-150) du constructeur automobile soviétique Zavod imeni Stalina (Завод имени Сталина) a été construit de 1947 à 1957 et remonte au ZIS-15 (ЗИС-15) développé avant la Seconde Guerre mondiale.

## Développement

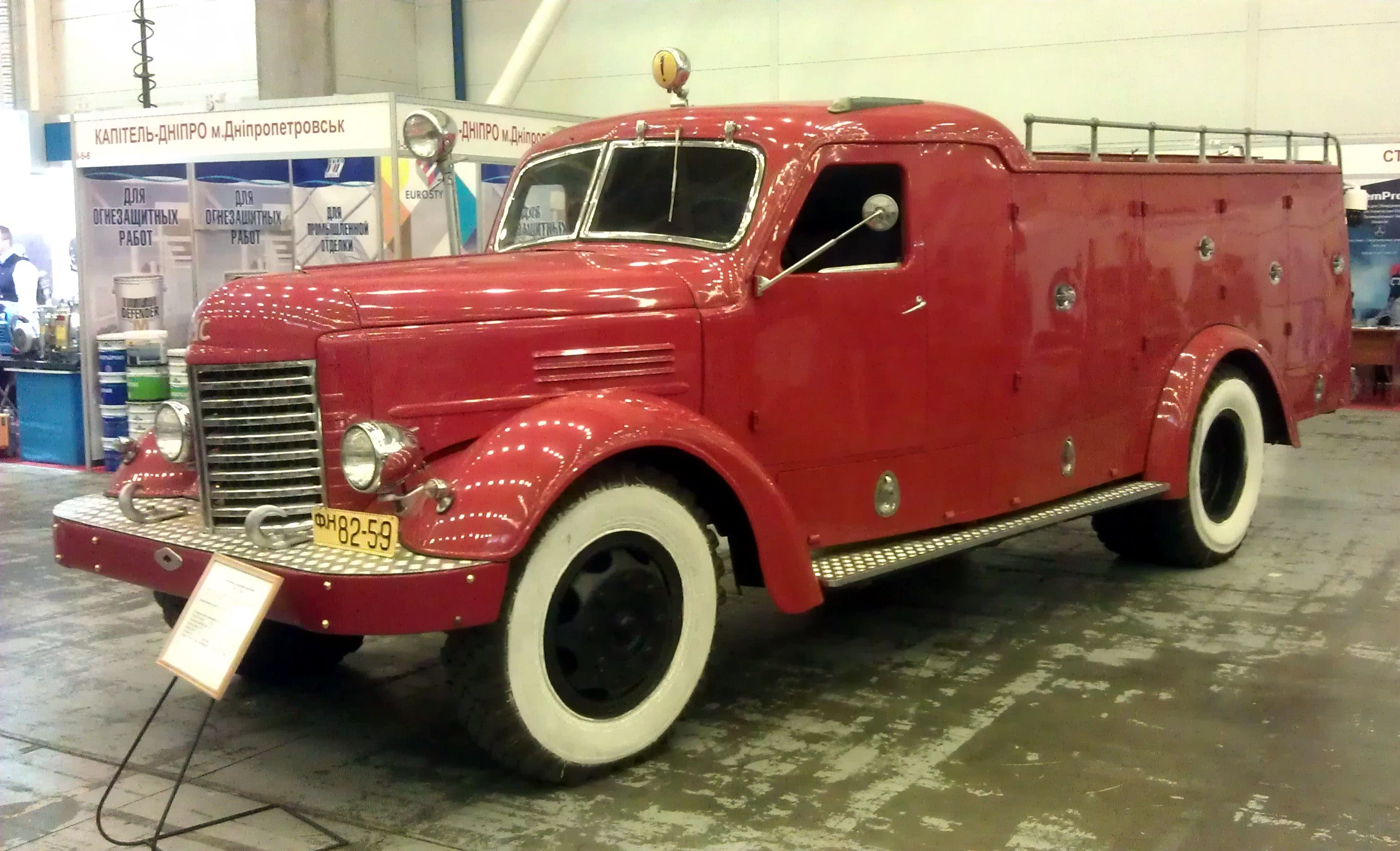
Camion de pompières ARP-2 basé sur le ZIS-150 (2015).

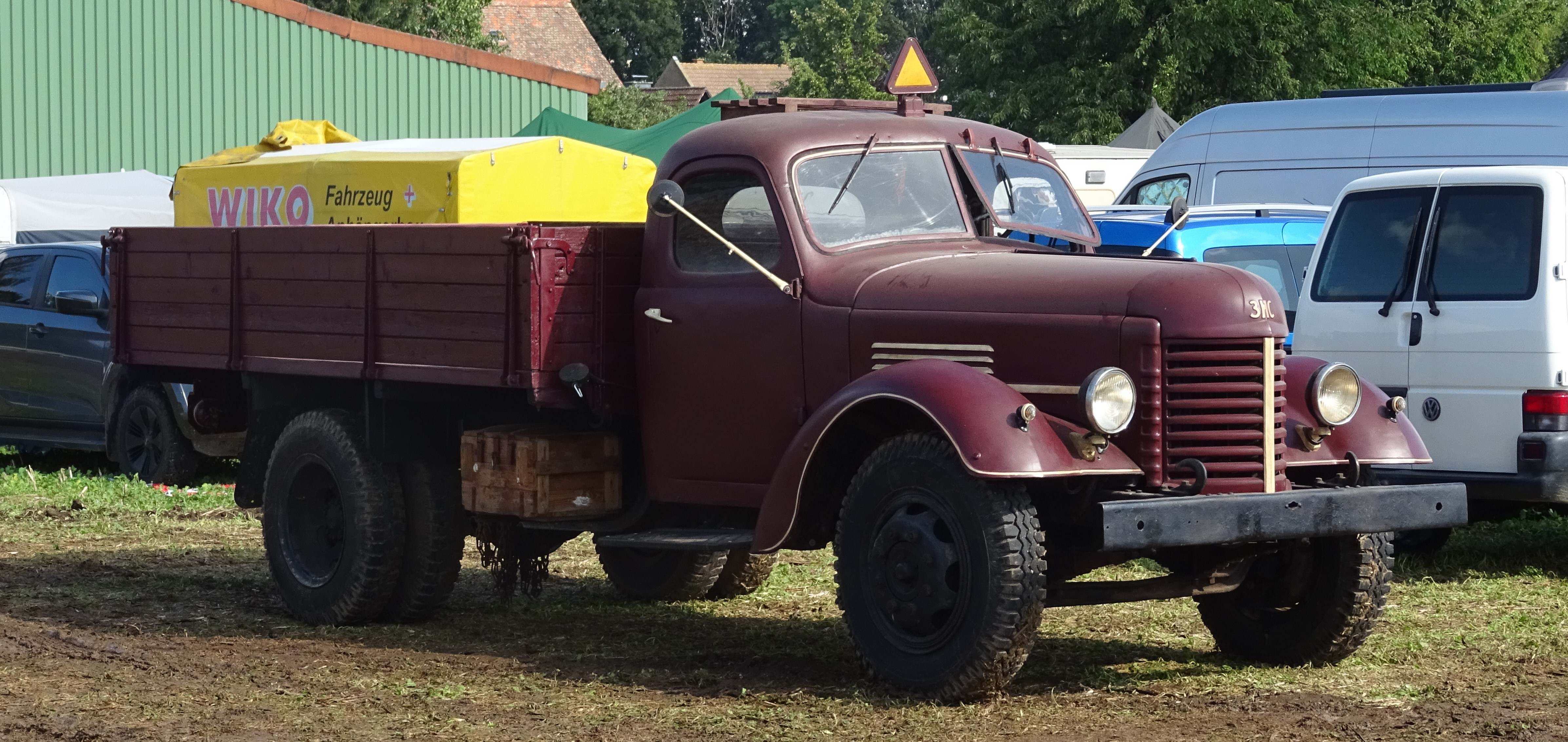
Restauration du ZIS-150 à Wersdorf (Allemagne) (2023).

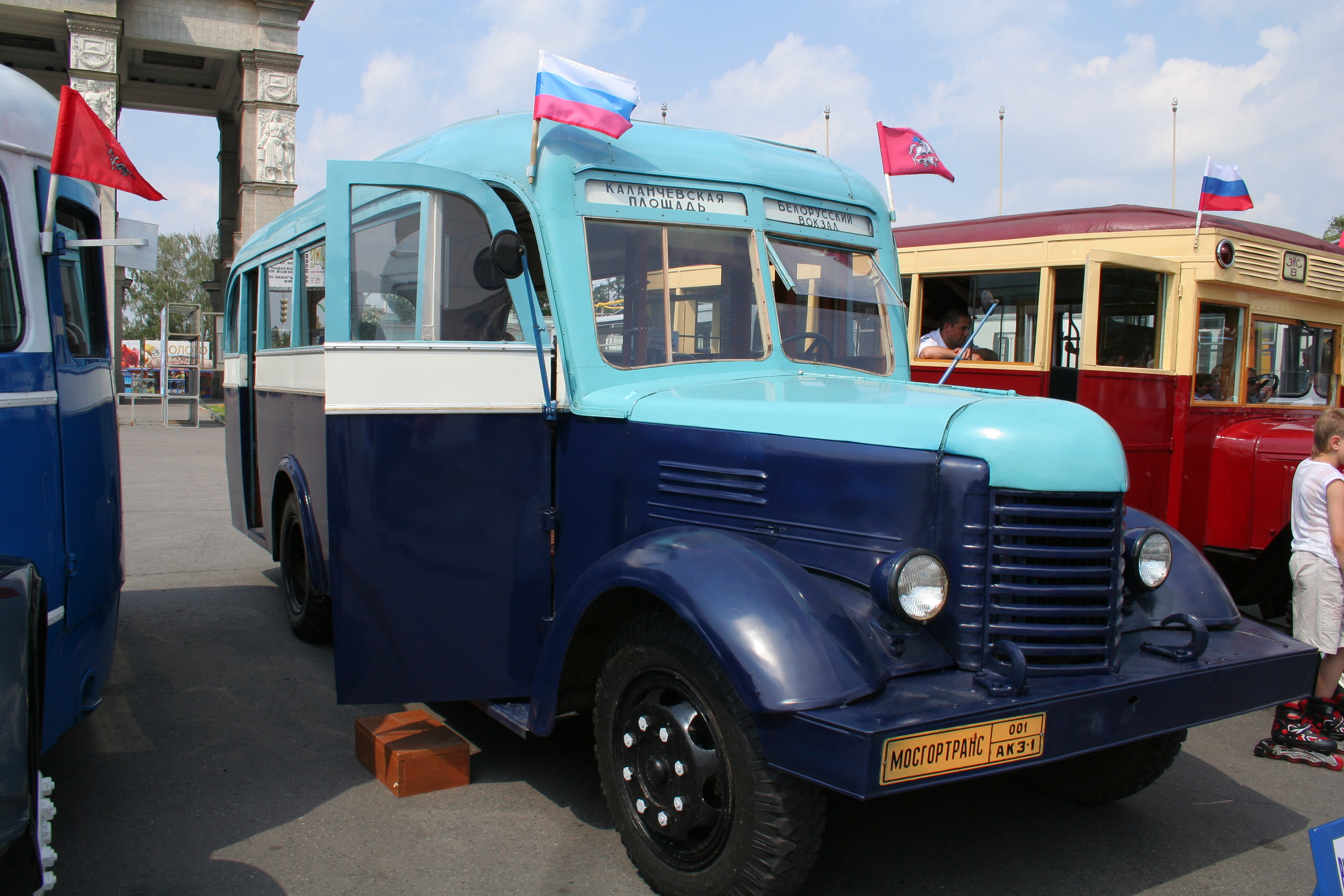
Un AKZ-1, une bus basée sur le camion ZIS-150 (2010).

Dès la fin des années 1930, le camion ZIS-5 (ЗИС-5) devait être remplacé par un modèle moderne. Depuis que l'industrie automobile soviétique avait acquis de l'expérience avec les modèles américains grâce à la production sous licence du Ford AA sous le nom de GAZ-AA, ses nouveaux développements ont été fortement influencés par la construction de camions américains. Cela s'appliquait en particulier à la conception, mais aussi à l'installation généralisée de moteurs à essence au lieu de moteurs diesel. En 1938, l'usine Staline a présenté le nouveau véhicule sous le nom de ZIS-15 (ЗИС-15). Le ZIS-15 avait un châssis nouvellement développé, un moteur avancé d'une puissance de 82 ch (60 kW) et une nouvelle cabine entièrement métallique à trois sièges. En raison du déclenchement de la Seconde Guerre mondiale, le nouveau développement ne pouvait plus être transféré à la production en série.
Ce n'est qu'en 1944 que le Stalinwerk construisit d'autres prototypes, qui reçurent désormais le nom de ZIS-150. Pendant la guerre, la loi Prêt-bail a apporté une grande quantité de technologie américaine en Union soviétique, notamment des camions International K-7, qui ont finalement servi de base au camion soviétique. En fait, les seules différences entre eux sont que le camion soviétique utilisait un moteur et une transmission complètement différents d'origine soviétique. Le 30 octobre 1947, la première petite série est présentée. Des tests effectués avant la Seconde Guerre mondiale avaient déjà montré que le camion de 82 ch (60 kW) était trop faiblement motorisé. Le ZIS-150 recevait désormais un moteur plus puissant de 95 ch (70 kW) et la charge utile pouvait être augmentée jusqu'à 4 000 kg. La chaîne de montage pour la production a été installée dans l'usine à partir de janvier 1948. La production en série a commencé le 27 avril de cette année et la production du ZIS-5 a finalement été interrompue trois jours plus tard. À partir de 1951, le ZIS-150 a également été produit dans le Kutaissky Avtomobilny Zavod. En 1956, le nom de Staline fut effacé et l'usine fut rebaptisée Zavod imeni Likhacheva (Завод имени Лихачёва). L'année suivante, la production du véhicule, désormais appelé ZIL-150, fut interrompue au profit de son successeur, le ZIL-164. Au total, 774 615 véhicules ZIS-150 ont été produits en différentes versions.

## Construction
Le camion était propulsé par un moteur six cylindres ZIS-120 (ЗИС-120). Ce moteur était essentiellement une version modernisée de celui utilisé dans le prédécesseur ZIS-5. Pour la première fois dans la construction de véhicules utilitaires soviétiques, une boîte de vitesses manuelle à cinq vitesses a été utilisée, reliée au moteur via un embrayage à sec à deux disques. Les freins pneumatiques étaient également nouveaux dans la construction de camions soviétiques. L'essieu arrière était équipé de pneus jumelés, tous les essieux étaient suspendus à des ressorts à lames et conçus comme des essieux rigides. Le point faible de la conception s'est avéré être l'arbre à cardan, qui avait tendance à se fissurer puis à se briser à pleine charge. Ce faisant, les flexibles du système d'air comprimé étaient souvent détruits, ce qui entraînait une perte soudaine de puissance de freinage.
La cabane était constituée d'une charpente en bois recouverte de tôle et recouverte d'un vernis protecteur. Les portes étaient en bois. Les vitres latérales étaient escamotables, la moitié gauche du pare-brise en deux parties pouvait être rallongée.
En 1950, le ZIS-150 est modernisé. Le véhicule reçut un nouveau carburateur et un nouveau collecteur d'échappement, et la cabine était désormais entièrement en métal.
En 1956, le moteur du camion était équipé d'une culasse en alliage léger et le taux de compression s'élevait à 6,2. Avec le nouveau système d'admission, cela a conduit à une augmentation de la puissance à 71 kW. Le châssis est renforcé, le véhicule reçoit désormais des amortisseurs hydrauliques et la course des ressorts à lames sur l'essieu avant est limitée par des tampons en caoutchouc. Dans le cadre du changement de nom de l'usine du constructeur, l'outil de thermoformage du capot a également été modifié puisque l'abréviation du nom y était gravée.

## Versions
Le ZIS-150 a servi de base à la production d'une variété de machines de construction, de grues, de camion à benne basculante, de machines et d'équipements mobiles, de transporteurs de bois, de balayeuses, de camions d'arrosage, de camions de pompiers, de camions-citernes et d'autres véhicules spéciaux. Les assemblages ainsi que le châssis complet ont été utilisés pour la production d'autobus. Pour l'armée soviétique, le camion a été produit comme un camion à plateau standard. Le ZIS-150 y servait également de véhicule porteur pour des équipements spéciaux tels que des radios, de véhicule de dégazage ou de camion-citerne. En outre, il a également servi de base au bus ZIS-155, ainsi qu’au camion ZIS-151 6x6, ainsi qu’à leurs modifications.

## Production étrangère
Le ZIS-150 a également été produit localement avec les licences de ZIS dans d’autres pays du bloc de l’Est, tels que la Roumanie (sous le nom de SR-101 de Steagul Rosu), la Chine (sous le nom de Jiefang CA-10 jusqu’en 1986), et un prototype a également été construit en Corée du Nord sous le nom de « Cholima », mais n’y est pas entré en production. La production a également eu lieu en Géorgie par l’usine mécanique automobile de Koutaïssi. En Roumanie, la SR-101 a ensuite été fortement modernisée, et après avoir reçu une nouvelle cabine plus moderne et un moteur Ford V8, elle a été construite sous le nom de SR-131 Carpați jusqu’en 1995.

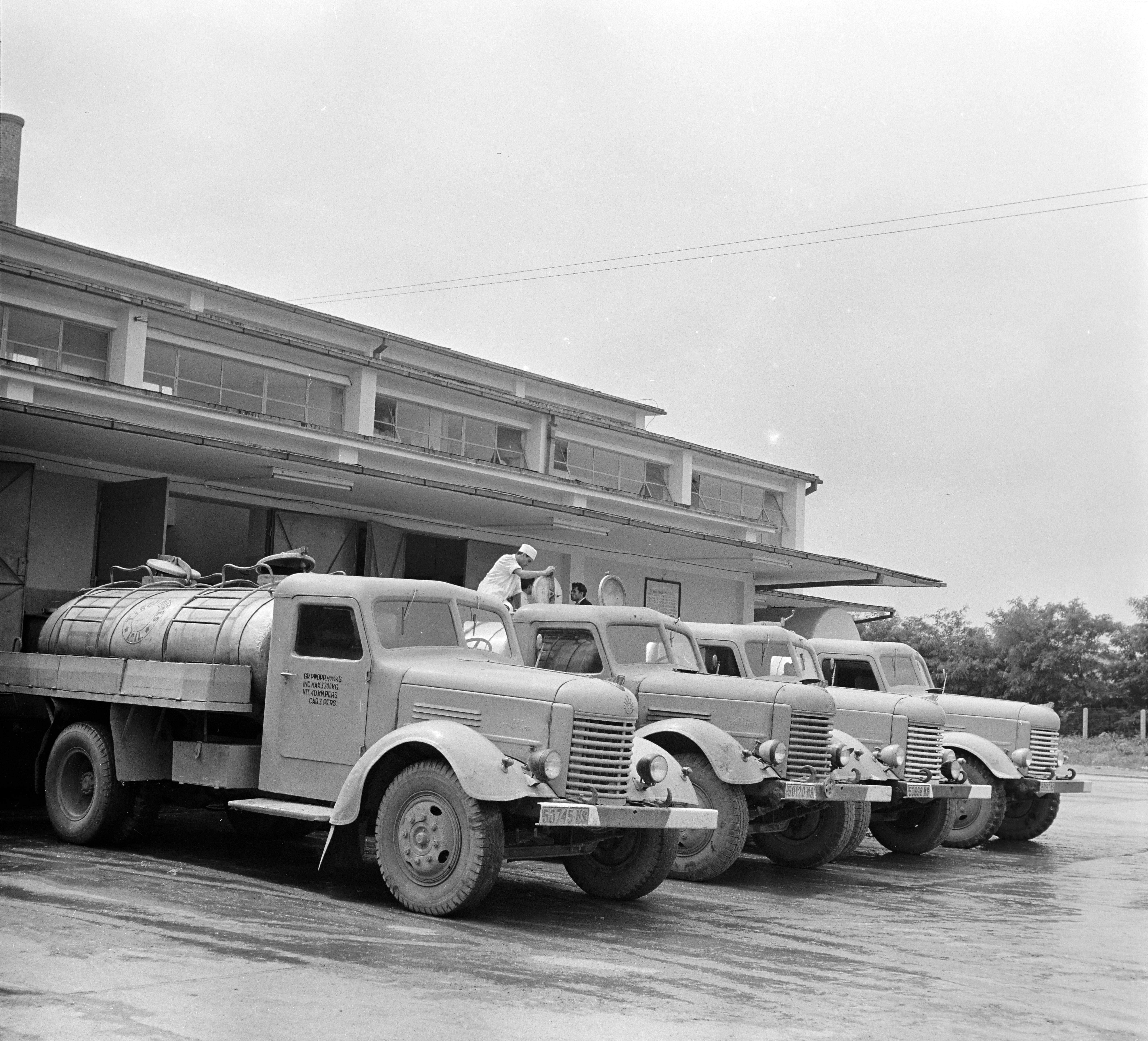
Camions-citernes roumains SR-101.
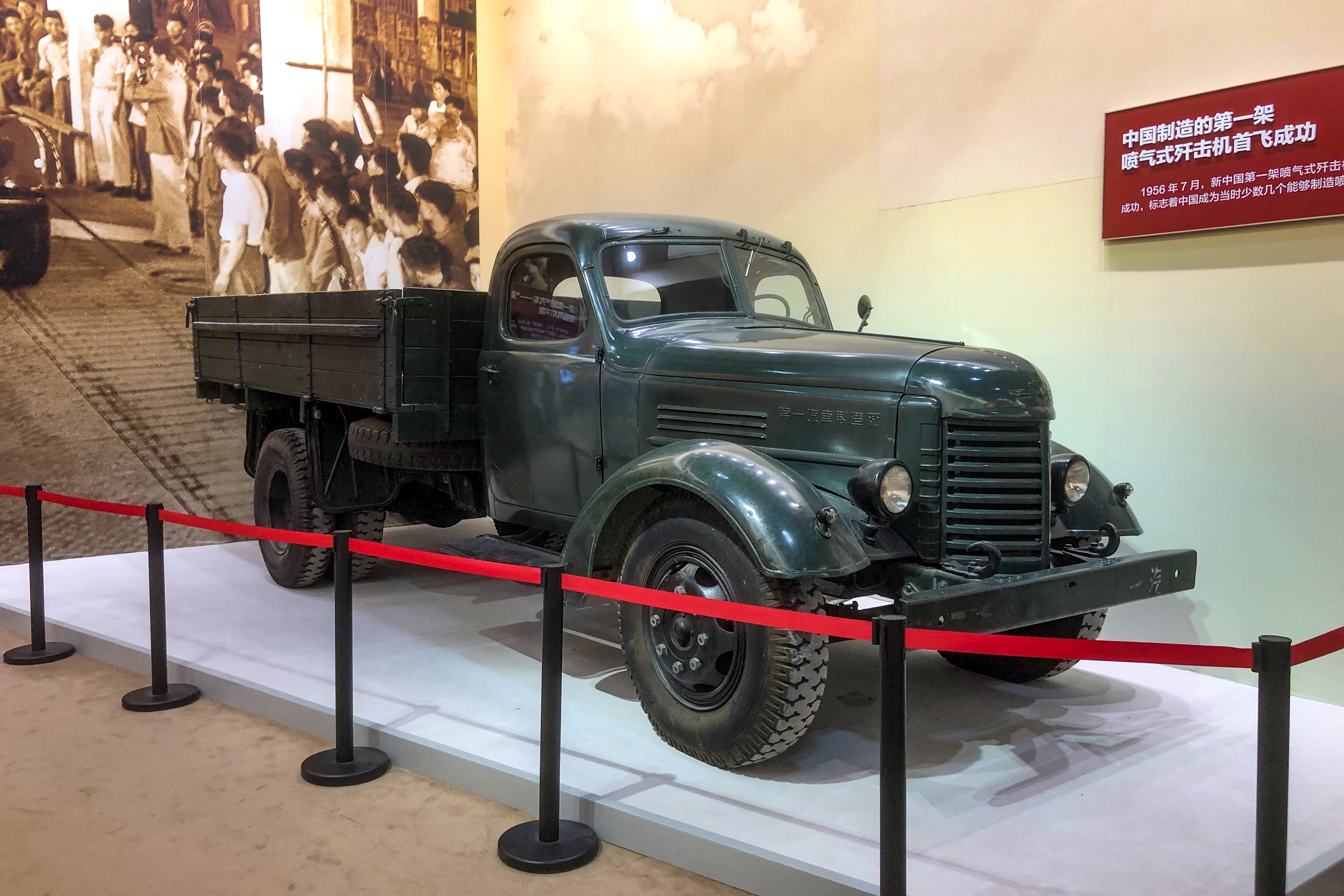
Jiefang CA10 à l’exposition PRC70.